# The Walking Dead (1936)
The Walking Dead is een Amerikaanse horrorfilm uit 1936 onder regie van Michael Curtiz. In Nederland werd de film destijds uitgebracht onder de titel De wandelende dood.

## Verhaal
Een rechter wordt vermoord, omdat hij in de weg staat van de maffia. De bendeleden zorgen ervoor dat de verdenking valt op John Ellman, die pas uit gevangenis is vrijgelaten. Hij wordt veroordeeld en geëxecuteerd. De wetenschapper Evan Beaumont kan hem weer tot leven wekken. Ellman heeft wraak in de zin.

## Rolverdeling
| Acteur               | Personage           |
| -------------------- | ------------------- |
| Boris Karloff        | John Ellman         |
| Ricardo Cortez       | Nolan               |
| Edmund Gwenn         | Dr. Beaumont        |
| Marguerite Churchill | Nancy               |
| Warren Hull          | Jimmy               |
| Barton MacLane       | Loder               |
| Henry O'Neill        | Werner              |
| Joe King             | Rechter Shaw        |
| Addison Richards     | Gevangenisdirecteur |
| Paul Harvey          | Blackstone          |
| Robert Strange       | Merritt             |
| Joe Sawyer           | Trigger             |
| Eddie Acuff          | Betcha              |
| Kenneth Harlan       | Stephen Martin      |
| Miki Morita          | Sako                |